# Creagrutus tuyuka
Creagrutus tuyuka és una espècie de peix de la família dels caràcids i de l'ordre dels caraciformes.

## Morfologia
- Els mascles poden assolir 6,8 cm de llargària total.
- Nombre de vèrtebres: 39-41.[4]

## Alimentació
Menja larves d'insectes aquàtics bentònics.

## Hàbitat
Viu en zones de clima tropical.

## Distribució geogràfica
Es troba a Sud-amèrica: conca del riu Uaupés (Brasil).